# Tsung-Hua Yang
 Tsung-Hua Yang (en chino: 楊宗樺 29 de marzo de 1991) es un tenista profesional de Taipéi. Su ranking más alto a nivel individual fue el puesto N.º 164, alcanzado el 15 de mayo de 2012. A nivel de dobles alcanzó el puesto N.º 127, el 15 de julio de 2019.
En el circuito junior, Yang llegó a un récord combinado de clasificación No. 1 en el año 2008, cuando ganó el título en el Torneo de Roland Garros derrotando al polaco Jerzy Janowicz en dos sets, y en la modalidad de dobles el  Abierto de Australia y el Campeonato de Wimbledon junto a Hsieh Cheng-Peng.
Participa principalmente en el circuito ATP Challenger Series y en los torneos ITF Futures.

## Carrera

### Juniors
Yang fue nombrado por la Federación Internacional de Tenis (ITF) como el mejor jugador Junior del año 2008.
Como jugador junior alcanzó un récor de partidos ganados/perdidos de 66–23 en individuales, y de 61–16 en dobles, resultando ser N.º 1 mundial en la clasificación combinada en el mes de julio del año 2008.
Resultados en Grand Slam como jugador Junior – Individuales:
Abierto de Australia: Finalista (2008)

Torneo de Roland Garros: Campeón (2008)

Campeonato de Wimbledon: 3ª Ronda (2008)

Abierto de Estados Unidos: Semifinales (2008)
Resultados en Grand Slam como jugador Junior – Dobles:
Abierto de Australia: Campeón (2008)

Torneo de Roland Garros: Cuartos de final (2008)

Campeonato de Wimbledon: Campeón (2008)

Abierto de Estados Unidos: Cuartos de final (2008)

## Títulos; 4 (0 + 4)
| Leyenda                     | Individuales | Dobles |
| --------------------------- | ------------ | ------ |
| Grand Slam                  | 0            | 0      |
| ATP World Tour Finals       | 0            | 0      |
| ATP World Tour Masters 1000 | 0            | 0      |
| ATP World Tour 500 Series   | 0            | 0      |
| ATP World Tour 250 Series   | 0            | 0      |
| ATP Challenger Series       | 0            | 4      |

### Dobles
| No. | Fecha      | Torneo                            | Superficie | Pareja          | Rival en la final                    | Resultado            |
| --- | ---------- | --------------------------------- | ---------- | --------------- | ------------------------------------ | -------------------- |
| 1.  | 24.08.2009 | Challenger de Almatý Kazajistán   | Dura       | Denys Molchanov | Pierre-Ludovic Duclos Alexey Kedryuk | 4–6, 7–6(5), [11–9]  |
| 2.  | 16.11.2009 | Challenger de Yokohama Japón      | Dura       | Yi Chu-huan     | Alexey Kedryuk Junn Mitsuhashi       | 6–7(9), 6–3, [12–10] |
| 3.  | 31.07.2011 | Challenger de Wuhai China         | Dura       | Lee Hsin-han    | Feng He Zhang Ze                     | 6–2, 7–6(4)          |
| 4.  | 19.05.2013 | Challenger de Busan Corea del Sur | Dura       | Peng Hsien-yin  | Jeong Suk-young Lim Yong-kyu         | 6–4, 6–3             |